# 第8次西成暴動
第8次西成暴動（だい8じにしなりぼうどう）とは、1967年（昭和42年）6月に大阪府大阪市西成区のあいりん地区（通称釜ヶ崎）で発生した日雇い労働者による暴動事件。「第8次釜ヶ崎暴動」ともいう。

## 事件の発端
1967年6月2日午後9時7分頃、あいりん地区内の食堂で店員と日雇い労働者との間で金銭支払いをめぐるトラブル（無銭飲食）が発生した。これを見ていた店内の他の日雇い労働者が騒ぎ出した。そして近くの店にいた日雇い労働者も加勢した。

## 事件の概要
大阪府警察西成警察署は、署員を直ちに現場に急行して説得に当たったため、騒ぎは一時沈静化するかに見えた。
しかし署員が引き揚げようとしたところ、日雇い労働者が再度集まり始め、同食堂の備品という備品が徹底的に破壊され、窓ガラスも割られた。そして約3,000人の群衆が周辺に集まり、他の商店や民家に投石するなどの不法行為を繰り返した。なお、事件の原因となった無銭飲食の日雇い労働者は逮捕されている。
その後も騒ぎは続き、6月5日になってようやく沈静化している。
警察では、これまで携帯式トランシーバーを通じて機動隊の指揮をとっていたが、1966年11月に設置された防犯カメラが新たに活用され、暴徒の鎮圧に役立ったという。